# Pelochyta
Pelochyta este un gen de insecte lepidoptere din familia Arctiidae.

## Specii[1]
- Pelochyta acuta
- Pelochyta adumbrata
- Pelochyta affinis
- Pelochyta albipars
- Pelochyta albotestaceus
- Pelochyta aliena
- Pelochyta arenacea
- Pelochyta arontes
- Pelochyta atra
- Pelochyta bicolor
- Pelochyta brunnescens
- Pelochyta brunnitricha
- Pelochyta cervina
- Pelochyta cinerea
- Pelochyta colombiana
- Pelochyta degenera
- Pelochyta dorsicincta
- Pelochyta draudti
- Pelochyta fassli
- Pelochyta fergusoni
- Pelochyta gandolfii
- Pelochyta guatemalae
- Pelochyta haemapleura
- Pelochyta joseensis
- Pelochyta lystra
- Pelochyta misera
- Pelochyta nabor
- Pelochyta neuroptera
- Pelochyta nigrescens
- Pelochyta pallida
- Pelochyta propinqua
- Pelochyta ruficollis
- Pelochyta semivitrea
- Pelochyta songoana
- Pelochyta spitzi
- Pelochyta umbrata